# State Farm Women's Tennis Classic 2001
State Farm Women's Tennis Classic 2001 — жіночий тенісний турнір, що проходив на відкритих кортах з твердим покриттям у Скоттсдейлі (США). Належав до турнірів 2-ї категорії в рамках Туру WTA 2001. Турнір відбувся вдруге і тривав з 26 лютого до 4 березня 2001 року. Перша сіяна Ліндсі Девенпорт здобула титул в одиночному розряді й отримала 90 тис. доларів США.

## Фінальна частина

### Одиночний розряд
Ліндсі Девенпорт —  Меган Шонессі 6–2, 6–3
- Для Девенпорт це був 2-й титул в одиночному розряді за рік і 32-й — за кар'єру.

### Парний розряд
Ліза Реймонд /  Ренне Стаббс —  Кім Клейстерс /  Меган Шонессі без гри
- Для Реймонд це був 2-й титул за сезон і 22-й - за кар'єру. Для Стаббс це був 2-й титул за сезон і 26-й — за кар'єру.